# Hapalomantis orba
Hapalomantis orba es una especie de mantis de la familia Iridopterygidae.

## Distribución geográfica
Se encuentra en Kenia, Mozambique, Tanzania y  Natal en (Sudáfrica).